# From Beginning to End
From Beginning to End (Originaltitel: Do Começo ao Fim, portugiesisch für „Vom Anfang bis zum Ende“) ist ein Spielfilm des brasilianischen Regisseurs Aluizio Abranches aus dem Jahr 2009. Er erzählt die inzestuöse Liebesgeschichte zwischen den beiden Halbbrüdern Tomaz und Francisco.

## Handlung
Die Handlung beginnt im Jahr 1986 mit der Geburt von Tomaz. Sechs Jahre später zeigt der Film das enge, von gegenseitiger Beschützung und Zuneigung gekennzeichnete Verhältnis zwischen den beiden Brüdern, die bei ihrer Mutter Julieta und ihrem zweiten Ehemann Alexandre aufwachsen. Nach dem Tod der Mutter – Francisco und Tomaz sind inzwischen 25 und 20 Jahre alt – wird aus dem engen brüderlichen Verhältnis eine Liebesbeziehung. Als Tomaz, ein talentierter Schwimmer, das Angebot erhält, zur Vorbereitung auf die Olympischen Spiele drei Jahre in Moskau zu trainieren, werden die beiden Brüder zum ersten Mal in ihrem Leben getrennt. Die Brüder bleiben über das Internet in Kontakt. Bei einem der Videotelefonate wird Tomaz unbegründet ein wenig eifersüchtig. Nachdem eine junge Frau aus Franciscos Bekanntenkreis vergeblich versucht hat ihn zu verführen, nicht wissend, dass er in einer schwulen Liebesbeziehung mit seinem Halbbruder ist, reist Francisco kurz entschlossen zu Tomaz. In der letzten Szene schließen sich die beiden in die Arme.

## Produktion
Der Film wurde fast ausschließlich in Rio de Janeiro gefilmt. Die Urlaubszenen in Argentinien wurden direkt in Buenos Aires gedreht.

## Kritik
„Romanze in Postkartenbildern schöner Männer, die nicht ansatzweise die tabuisierte Natur ihrer Liebe und die daraus erwachsenden persönlichen und gesellschaftlichen Probleme thematisiert. Ein mit sentimentaler Musik unterlegter Film ohne Spannung oder eine inhaltliche Herausforderung.“

## Veröffentlichung
An seinem Premierenwochenende in Brasilien im November 2009 war der Film nur in neun Kinos zu sehen. Dennoch verzeichnete er mehr als 10.000 Zuschauer. 2010 lief er im Programm des Seattle International Film Festival. Kinostart in Deutschland war der 11. November 2010.

### Soundtrack
Der Soundtrack wurde im Dezember 2009 veröffentlicht und wurde zu einem großen Erfolg in Brasilien. Das 80-minütige Album vereint mehrere große Künstler aus der brasilianischen Popmusik wie Maria Bethânia, Angela Ro Ro, Simone und Zizi Possi.